# FIFA Ballon d’Or 2013

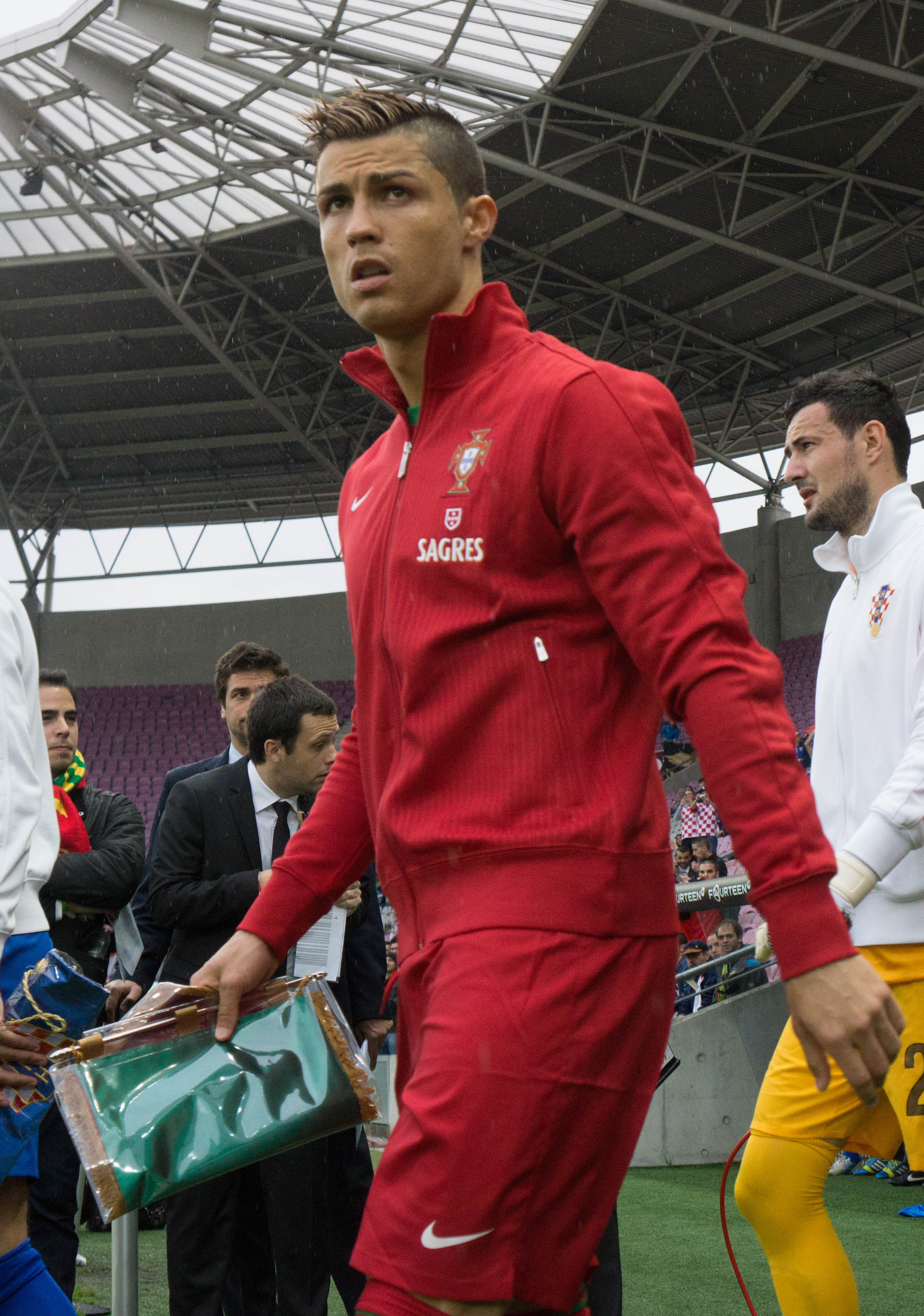
Weltfußballer des Jahres 2013
Cristiano Ronaldo

Der 58. Ballon d’Or (französisch für Goldener Ball) wurde für das Jahr 2013 zum vierten Mal gemeinsam von der Zeitschrift France Football und dem Fußball-Weltverband FIFA unter der Bezeichnung FIFA Ballon d’Or verliehen und kürte den „Weltfußballer des Jahres“. Wegen schwacher Wahlbeteiligung wurde die Frist der Stimmabgabe vom 14. auf den 29. November 2013 verlängert, so dass auch die Leistung in den Relegationsspielen der Qualifikation zur Fußballweltmeisterschaft berücksichtigt werden konnten. FIFA-Mediendirektor Walter de Gregorio versicherte jedoch, dass durch das ungewöhnliche Prozedere nur die Wahlbeteiligung auf „solide“ 88 Prozent getrieben wurde und dass Cristiano Ronaldo auch schon vorher Sieger gewesen wäre. Dies wurde von der Wirtschaftsprüfungsgesellschaft PricewaterhouseCoopers, welche das Wahlverfahren beaufsichtigte, bestätigt.
Nachdem die drei besten Spieler – noch ohne ihre jeweilige Platzierung auf dem „Podium“ – bereits im Dezember 2013 veröffentlicht worden waren, fand die Bekanntgabe des Endergebnisses am 13. Januar 2014 am FIFA-Sitz in Zürich statt. Gewinner des Ballon d’Or 2013 wurde Cristiano Ronaldo. Der Portugiese sammelte bei der Abstimmung 1.365 Punkte und verwies damit Lionel Messi (1.205 Zähler) und Franck Ribéry (1.127) auf die Plätze zwei und drei.

## Abstimmungsmodus
Verliehen wurde der Preis von einer Jury, die sich aus 184 Nationaltrainern, 184 Nationalmannschaftskapitänen und 173 Fachjournalisten zusammensetzte. Diese vergaben an drei Spieler aus einer von der France-Football-Redaktion und der FIFA gemeinsam vorgegebenen Liste fünf, drei bzw. einen Punkt. Dabei sollte die Leistung der Spieler im gesamten jeweiligen Kalenderjahr gewürdigt werden. Da die drei Gruppen von Abstimmenden unterschiedliche Wählerzahlen aufweisen, die Voten dieser drei „Wahlkollegien“ aber je exakt ein Drittel des Gesamtergebnisses ausmachen sollen, wurden die absoluten Punktzahlen anschließend in Prozentangaben umgerechnet und so veröffentlicht.

## Ergebnis
| Platzierung | Name                   | Nationalität   | Verein 2013                      | Stimmenanteil |
| ----------- | ---------------------- | -------------- | -------------------------------- | ------------- |
| 1.          | Cristiano Ronaldo      | Portugal       | Real Madrid                      | 27,99 %       |
| 2.          | Lionel Messi           | Argentinien    | FC Barcelona                     | 24,72 %       |
| 3.          | Franck Ribéry          | Frankreich     | FC Bayern München                | 23,39 %       |
| 4.          | Zlatan Ibrahimović     | Schweden       | Paris Saint-Germain              | 5,29 %        |
| 5.          | Neymar                 | Brasilien      | FC Santos / FC Barcelona         | 3,17 %        |
| 6.          | Andrés Iniesta         | Spanien        | FC Barcelona                     | 2,08 %        |
| 7.          | Robin van Persie       | Niederlande    | Manchester United                | 1,81 %        |
| 8.          | Arjen Robben           | Niederlande    | FC Bayern München                | 1,74 %        |
| 9.          | Andrea Pirlo           | Italien        | Juventus Turin                   | 1,44 %        |
| 10.         | Gareth Bale            | Wales          | Tottenham Hotspur / Real Madrid  | 1,33 %        |
| 11.         | Falcao                 | Kolumbien      | Atlético Madrid / AS Monaco      | 1,09 %        |
| 12.         | Yaya Touré             | Elfenbeinküste | Manchester City                  | 0,99 %        |
| 13.         | Robert Lewandowski     | Polen          | Borussia Dortmund                | 0,88 %        |
| 14.         | Philipp Lahm           | Deutschland    | FC Bayern München                | 0,82 %        |
| 14.         | Xavi                   | Spanien        | FC Barcelona                     | 0,82 %        |
| 16.         | Mesut Özil             | Deutschland    | Real Madrid / FC Arsenal         | 0,72 %        |
| 17.         | Bastian Schweinsteiger | Deutschland    | FC Bayern München                | 0,43 %        |
| 18.         | Luis Suárez            | Uruguay        | FC Liverpool                     | 0,39 %        |
| 19.         | Thomas Müller          | Deutschland    | FC Bayern München                | 0,37 %        |
| 20.         | Edinson Cavani         | Uruguay        | SSC Neapel / Paris Saint-Germain | 0,25 %        |
| 20.         | Thiago Silva           | Brasilien      | Paris Saint-Germain              | 0,25 %        |
| 22.         | Eden Hazard            | Belgien        | FC Chelsea                       | 0,16 %        |
| 23.         | Manuel Neuer           | Deutschland    | FC Bayern München                | 0,08 %        |